# Richard F. Heck
Richard Fred Heck (15. srpna 1931 Springfield Massachusetts – 10. října 2015 Manila) byl americký chemik. 
V roce 2010 obdržel Nobelovu cenu za chemii za Heckovu reakci, která používá palladium(0) ke katalýze kaplingových reakcí aryl halidů s alkeny.